# Le bleu des origines
Le bleu des origines è un film del 1979 diretto da Philippe Garrel.